# Ischnothyreus namo
Espèce
Ischnothyreus namo est une espèce d'araignées aranéomorphes de la famille des Oonopidae.

## Distribution
Cette espèce est endémique de Tioman au Pahang en Malaisie,.

## Description
Le mâle holotype mesure 1,49 mm et la femelle paratype 1,39 mm.

## Publication originale
- Kranz-Baltensperger, 2012 : Three new species of the oonopid spider genus Ischnothyreus (Araneae: Oonopidae) from Tioman Island (Malaysia). Zootaxa, no 3161, p. 37-47.